# Geert Marinus Holbek

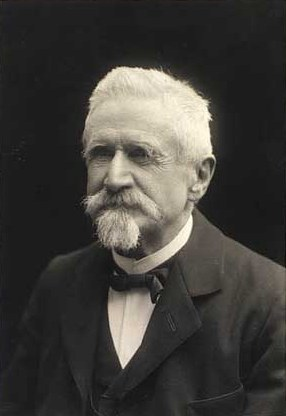
Geert Marinus Holbek

Geert Marinus Holbek (* 18. Dezember 1826 auf Elsegårde bei Ebeltoft; † 31. Oktober 1910 in Frederiksberg) war ein dänischer Generalmajor.

## Leben
Holbek wurde 1826 als Sohn des Gutsbesitzers Niels Rasmussen Holbek (1798–1865) und dessen Gattin Vilhelmine Catrine, geborene Steenstrup, (1801–1892) geboren. 1844 wurde er Schüler der Randers Statsskole. 1846 wurde er Sekondeleutnant in der Artillerie, 1850 Premierleutnant, 1856 Kapitän, später wurde er Oberst und Chef des 2. Artilleriebataillons. 1879 bis 1882 war er Stabschef des 1. Generalkommandos. 1883 war er Chef der Konstruktions- und Versuchsabteilung der Artillerie, 1886 war er Stabschef der Artillerie
1891 erhielt er seinen Abschied mit dem Charakter eines Generalmajors.
Er wurde auf dem Frederiksberg Ældre Kirkegård begraben.

## Ehe und Nachkommen
Am 5. November 1856 heiratete Holbek Marie Sophie Bentzien (1836–1930) in der Asminderød Kirke in Frederiksborg. Der Ehe entsprangen fünf Kinder:
- Niels Vilhelm Sophus Holbek, genannt Vilhelm (* 22. September 1857 in Kopenhagen; † 13. November 1937 ebenda), Mitglied im Olympischen Komitee
- Carl Andreas Jesper Holbek (* 5. März 1859 in Frederiksborg; † 24. Mai 1942 ebenda)
- Gert Holbek (* 1. Februar 1861, in Frederiksborg; † 17. September 1949 in Kopenhagen), Diplomat
- Vilhelmine Marie Holbek, genannt Mimi (* 1. November 1862 in Frederiksborg; 15. März 1940 in Kopenhagen)
- Hans Steenstrup Holbek (* 25. Mai 1865 in Frederiksborg; † 17. Juli 1872 in Kopenhagen)

## Auszeichnungen
- Kommandeur 2. Grades des Dannebrogordens
- Ehrenkreuz des Dannebrogordens
- Ehrenlegion
- Sankt-Olav-Orden
- Spanischer Militär-Verdienstorden
- Österreichischer Orden der Eisernen Krone